# 13 a.C.
Il 13 a.C. (XIII a.C. in numeri romani) è un anno  del I secolo a.C.

## Eventi
- Doride, prima moglie di Erode il Grande, è richiamata a corte.

## Morti
- Marco Emilio Lepido, politico e militare romano